# یو یو هانی سینگ
هیردِش سینگ (متولد ۱۵ مارس ۱۹۸۳ در هوشیارپور، پنجاب) که با نام یو یو هانی سینگ یا به‌طور خلاصه هانی سینگ شناخته می‌شود، خواننده، رپر، تهیه‌کننده موسیقی و بازیگر هندی است. او در سال ۲۰۰۳ به عنوان یک هنرمند سشن و ضبط شروع به کار کرد و بعدها به یک تهیه‌کننده موسیقی بانگرا، هیپ هاپ و پنجابی شد. هانی سینگ با بیت (ضرب آهنگ)های جذاب، سبک رپ و تلفیقی از اشعار هندی، پنجابی و انگلیسی نقش مهمی در محبوبیت هیپ هاپ در هند داشت که برای طیف وسیعی از مخاطبان جذاب دارای جذابیت می‌باشد. آهنگ‌های او هیپ هاپ را وارد مسیر اصلی پیشرفت در هند کرد و راه را برای سایر هنرمندان که این ژانر را کشف کنند، هموار کرد.

## حرفه

### موسیقی
یو یو هانی سینگ ترجیح می‌دهد در آهنگ‌هایش به جای زبان انگلیسی، به زبان مادری‌اش یعنی پنجابی و هندی آواز بخواند.
اولین آلبوم پنجابی هانی سینگ International Villager در ۱۱ نوامبر ۲۰۱۱ منتشر شد. آهنگ "Gabru" از آلبوم، با حضور خواننده جی استار(J-Star)، در صدر موسیقی‌های آسیایی طبق نمودارهای رسمی بخش آسیا که توسط بی‌بی‌سی منتشر شده بود، قرار گرفت.
او در بسیاری از جشنواره‌هایی که در کالج‌ها برگزار می‌شود اجرا داشته است، از جمله در مؤسسه فناوری انسال (AIT) و کالج رامجاس دهلی.
آهنگ " Lak 28 Kudi Da " از هانی سینگ و دیلجیت دوسانج در می ۲۰۱۱ به رتبه یک در نمودارهای دانلود آسیایی بی‌بی‌سی رسید. این آهنگ به عنوان یک آهنگ تبلیغاتی برای فیلم شیر پنجاب با بازی دوسانج منتشر شد.
گزارش شده است که او برای آهنگی در فیلم‌های کوکتل و مستان بالاترین دستمزد تا سال ۲۰۱۲ (۷ میلیون روپیه معادل ۸۸ هزار دلار) را برای یک آهنگ بالیوودی دریافت کرده است.
سینگ در سال ۲۰۱۲ دو تا از پرطرفدارترین ویدیوهای یوتیوب را داشت که "Brown Rang" در رتبه اول و "High Heels" با همکاری Jaz Dhami در رتبه چهارم قرار گرفتند.

### بالیوود
اولین آهنگ او در فیلم‌های بالیوودی، آهنگ " Shakal Pe Mat Ja " با حضور گاگان سیدو بود. هانی سینگ ۷ میلیون روپیه برای آهنگی در فیلم مستان دستمزد دریافت کرد. این مقدار بیشترین مبلغی است که تا امروز به یک موزیسین در بالیوود پرداخت شده است و باعث شد هانی سینگ به یکی از پردرآمدترین هنرمندان موسیقی در بالیوود تبدیل شود.
در فوریه ۲۰۱۵ آهنگ "Birthday Bash" و به دنبال آن آهنگ‌هایی در فیلم‌هایی مانند جبار برگشته و فرار کن جانی منتشر کرد.
اولین آهنگ فیلم حماسه بمبئی "Shor Machega" در ۲۸ فوریه ۲۰۲۱ منتشر شد. این آهنگ توسط یو یو هانی سینگ ساخته شده و شعر و خوانندگی آن برعهده خود سینگ و رپر هندی هومی دیلیوالا می‌باشد.

### بازیگری
هانی سینگ اولین بازیگری خود را با فیلم پنجابی میرزا - داستان نگفته (۲۰۱۲) ساخته بالجیت سینگ دئو انجام داد که نقش دیشا، یک گانگستر دیوانه را ایفا می‌کرد. علیرغم اینکه در این فیلم فقط یک نقش کوتاه بازی کرد، سینگ جایزه فیلم پنجابی پی تی سی را برای بهترین اولین بازیگری به دست آورد. سال بعد، هانی سینگ در یک فیلم پنجابی دیگر ظاهر شد، این بار یک فیلم کمدی از آمیت پراشِر، Tu Mera 22 Main Tera 22، در نقش رولی، یک دلقک کودکانه و بی‌مصرف، در کنار امریندر گیل. این فیلم اولین باری بود که هانی سینگ در یک نقش اصلی ظاهر شد.
در سال ۲۰۱۶، هانی سینگ در فیلم اکشن پنجابی به نام Zorawar به کارگردانی وینیل مارکان بازی کرد که به عنوان یکی از پرهزینه‌ترین فیلم‌های پنجابی می‌باشد که تا به امروز اکران شده است. این فیلم مورد تحسین منتقدان قرار گرفت.

## زندگی شخصی
سینگ در ۲۳ ژانویه ۲۰۱۱ با شالینی تلوار ازدواج کرد. در سال ۲۰۲۱، تلوار، سینگ را به چندین جرم براساس قانون حمایت از زنان در برابر خشونت خانگی متهم کرد. دادگاه تیس هزاری دهلی اخطاریه‌ای را برای سینگ صادر کرد و خواستار توضیحات او در این زمینه شد.
در ۱۰ سپتامبر ۲۰۲۲، این زوج تقاضای طلاق کردند و طبق گزارش‌ها، سینگ ۱ کرور (معادل ۱۰ میلیون روپیه) به عنوان نفقه پرداخت کرد.

## آهنگ‌ها

### آلبوم‌ها
| آلبوم                    | آهنگساز                                          | ترانه‌سرا                   | آهنگ‌های | طول                 | تحت برند          | زبان        | تاریخ انتشار   |
| ------------------------ | ------------------------------------------------ | -------------------------- | ------- | ------------------- | ----------------- | ----------- | -------------- |
| International Villager   | یو یو هانی سینگ                                  | ایکا، لیل گولو، مانی اوجلا | ۱۴ آهنگ | ۵۶ دقیقه            | Speed Records     | پنجابی      | ۱۱ نوامبر ۲۰۱۱ |
| Desi Kalakaar            | یو یو هانی سینگ                                  | ایکا، لیل گولو             | ۸ آهنگ  | ۲۹ دقیقه و ۳۸ ثانیه | T سریز (T-Series) | هندی/پنجابی | ۱۴ اکتبر ۲۰۱۴  |
| Honey 3.0                | یو یو هانی سینگ، باس یوگی، هومی دیلیوالا، سانجوی | رونی اجنالی، گیل ماچاری    | ۱۰ آهنگ | نامشخص              | Zee Music Company | هندی/پنجابی | ۱۵ آوریل ۲۰۲۳  |
| International Villager 2 | یو یو هانی سینگ                                  |                            | ۲۰ آهنگ | نامشخص              | Speed Records     | پنجابی      | ۲۰۲۴           |

### تک آهنگ‌ها
| آهنگ                                    | سال  | خواننده                                                     | آهنگساز                         | تحت برند                        | توضیحات                                     |
| --------------------------------------- | ---- | ----------------------------------------------------------- | ------------------------------- | ------------------------------- | ------------------------------------------- |
| "Glassy"                                | ۲۰۰۷ | Ashok Mastie, Honey Singh                                   | یو یو هانی سینگ                 | Zee Music Company               |                                             |
| "Begani Naar"                           | ۲۰۰۸ | Honey Singh,Badshah                                         | یو یو هانی سینگ                 | Mafia Mundeer Records           | ویدئوی رسمی نیستند                          |
| "Khol Botal"                            | ۲۰۰۸ | Badshah, Honey Singh                                        | یو یو هانی سینگ                 | Mafia Mundeer Records           | ویدئوی رسمی نیستند                          |
| "Chandigarh"                            | ۲۰۰۸ | Raj Brar, Honey Singh                                       | یو یو هانی سینگ                 | Frankfinn Entertainment Company | از آلبوم Rebirth                            |
| "Rangli"                                |      | Raj Brar, Honey Singh                                       | یو یو هانی سینگ                 | Frankfinn Entertainment Company | از آلبوم Rebirth                            |
| "Vanjaarey"                             | ۲۰۰۹ | Preet Harpal, Honey Singh                                   | یو یو هانی سینگ                 | MovieBox                        |                                             |
| "Mood Kharab" (Remix)                   | ۲۰۰۹ | Raja Baath, Honey Singh                                     | یو یو هانی سینگ                 | Annad Industries                | از آلبوم The Crown                          |
| "Husan Di Botal"                        | ۲۰۰۹ | Raja Baath, Honey Singh                                     | یو یو هانی سینگ                 | Annad Industries                | از آلبوم The Crown                          |
| "Lakk"                                  | ۲۰۰۹ | Inderjeet Nikku, Honey Singh                                | یو یو هانی سینگ                 | Times Music                     | از آلبوم Khalaas                            |
| "Collage"                               | ۲۰۰۹ | Inderjeet Nikku, Honey Singh                                | یو یو هانی سینگ                 | Times Music                     | از آلبوم Khalaas                            |
| "Shartan"                               | ۲۰۰۹ | Pappi Gill, Honey Singh                                     | یو یو هانی سینگ                 | T-Series                        |                                             |
| "Bhagat Singh (The Tribute)"            | ۲۰۰۹ | Diljit Dosanjh, Honey Singh                                 | یو یو هانی سینگ                 | Mafia Mundeer                   | ویدئوی رسمی نیستند                          |
| "Ego (Me and Myself)"                   | ۲۰۰۹ | Diljit Dosanjh, Honey Singh                                 | یو یو هانی سینگ                 | Mafia Mundeer                   | ویدئوی رسمی نیستند                          |
| "Dance with Me"                         | ۲۰۰۹ | Diljit Dosanjh, Honey Singh                                 | یو یو هانی سینگ                 | Mafia Mundeer                   | ویدئوی رسمی نیستند                          |
| "Rubaru"                                | ۲۰۰۹ | Diljit Dosanjh, Honey Singh                                 | یو یو هانی سینگ                 | T-Series                        | از آلبوم Next Level                         |
| "Los Angeles (LA)"                      | ۲۰۰۹ | Diljit Dosanjh, Honey Singh                                 | یو یو هانی سینگ                 | Speed Records                   | از آلبوم Next Level                         |
| "Panga"                                 | ۲۰۰۹ | Diljit Dosanjh, Honey Singh                                 | یو یو هانی سینگ                 | Speed Records                   | از آلبوم Next Level                         |
| "Hummer"                                | ۲۰۱۰ | Nishwan Bhullar, Honey Singh                                | یو یو هانی سینگ                 | Single Track Studios            |                                             |
| "Bhagat Singh (26 March, The Holiday)"  | ۲۰۱۰ | Nishwan Bhullar, Honey Singh                                | یو یو هانی سینگ                 | Single Track Studios            |                                             |
| "Scooty"                                | ۲۰۱۰ | Nishwan Bhullar, Honey Singh                                | یو یو هانی سینگ                 | Single Track Studios            |                                             |
| "Chaska"                                | ۲۰۱۰ | Raja Batth, Honey Singh                                     | یو یو هانی سینگ                 | Just Punjabi                    | از آلبوم The Crown                          |
| "Banda Marna"                           | ۲۰۱۰ | Balli Rair, Honey Singh                                     | یو یو هانی سینگ                 | T-Series                        | از آلبوم Never Done Before                  |
| "Zanjeer"                               | ۲۰۱۰ | Karan Jasbir, Honey Singh                                   | یو یو هانی سینگ                 | Jasraj Records                  | از آلبوم The Game Changer                   |
| "Jatt Soorme"                           | ۲۰۱۰ | Garry Hothi, Honey Singh                                    | یو یو هانی سینگ                 | Speed Records                   | از آلبوم "Jatt Soorme"                      |
| "Khoon Vich Garmi"                      | ۲۰۱۰ | Garry Hothi, Honey Singh                                    | یو یو هانی سینگ                 | Speed Records                   | از آلبوم "Jatt Soorme"                      |
| "Lak 28 Kudi Da"                        | ۲۰۱۰ | Diljit Dosanjh, Honey Singh                                 | یو یو هانی سینگ                 | Speed Records                   | آهنگ تبلیغاتی از فیلم شیر پنجاب             |
| "Haye Mera Dil"                         | ۲۰۱۱ | Alfaaz, Honey Singh                                         | یو یو هانی سینگ                 | Speed Records                   | از آلبوم Alfaaz - The Boy Next Door         |
| "Yaar Baathere"                         | ۲۰۱۱ | Alfaaz, Honey Singh                                         | یو یو هانی سینگ                 | Speed Records                   | از آلبوم Alfaaz - The Boy Next Door         |
| "Jaan Mangdi"                           | ۲۰۱۱ | Jassi Sidhu, Honey Singh                                    | یو یو هانی سینگ                 | Speed Records                   |                                             |
| "Get Up Jawaani"                        | ۲۰۱۱ | Badshah, Honey Singh                                        | یو یو هانی سینگ                 | Speed Records                   | از آلبوم International Villager             |
| "Gabru"                                 | ۲۰۱۱ | J-Star                                                      | یو یو هانی سینگ                 | Speed Records                   | از آلبوم International Villager             |
| "Goliyan"                               | ۲۰۱۱ | Diljit Dosanjh, Honey Singh                                 | یو یو هانی سینگ                 | Speed Records                   | از آلبوم International Villager             |
| "Dope Shope"                            | ۲۰۱۲ | Deep Money, Honey Singh                                     | یو یو هانی سینگ                 | Speed Records                   | از آلبوم International Villager             |
| "Angreji Beat"                          | ۲۰۱۲ | Gippy Grewal, Honey Singh                                   | یو یو هانی سینگ                 | Speed Records                   | از آلبوم International Villager             |
| "Brown Rang"                            | ۲۰۱۲ | Honey Singh                                                 | یو یو هانی سینگ                 | Speed Records                   | از آلبوم International Villager             |
| "Chamak Challo" (remix)                 | ۲۰۱۲ | J-Star, Honey Singh                                         | یو یو هانی سینگ                 | Speed Records                   |                                             |
| "Achko Machko"                          | ۲۰۱۲ | Honey Singh                                                 | یو یو هانی سینگ                 | Mafia Mundeer Records           | ویدئوی غیررسمی                              |
| "15 Saal"                               | ۲۰۱۲ | Diljit Dosanjh, Honey Singh                                 | یو یو هانی سینگ                 | دیلجیت دوسانج                   | ویدئوی غیررسمی                              |
| "High Heels"                            | ۲۰۱۲ | Jaz Dhami, Honey Singh                                      | یو یو هانی سینگ                 | جاز دامی                        |                                             |
| "Siftan"                                | ۲۰۱۲ | Money Aujla, Honey Singh                                    | یو یو هانی سینگ                 | Speed Records                   |                                             |
| "Break Up Party"                        | ۲۰۱۲ | Leo, Honey Singh                                            | یو یو هانی سینگ                 | Mafia Mundeer Records           |                                             |
| "Satan"                                 | ۲۰۱۲ | Honey Singh, Neha Kakkar                                    | یو یو هانی سینگ                 | Mafia Mundeer Records           |                                             |
| "This Party Getting Hot"                | ۲۰۱۲ | Jazzy B, Honey Singh                                        | یو یو هانی سینگ                 | جیزی بی                         |                                             |
| "Mere Mehboob"                          | ۲۰۱۳ | Honey Singh                                                 | یو یو هانی سینگ                 | یو یو هانی سینگ                 |                                             |
| "Bring Me Back"                         | ۲۰۱۳ | Honey Singh                                                 | یو یو هانی سینگ                 | یو یو هانی سینگ                 |                                             |
| "Bebo"                                  | ۲۰۱۳ | Alfaaz, Honey Singh                                         | یو یو هانی سینگ                 | یو یو هانی سینگ                 |                                             |
| "Blue Eyes"                             | ۲۰۱۳ | Honey Singh                                                 | یو یو هانی سینگ                 | T-Series                        |                                             |
| "Desi Kalakaar"                         | ۲۰۱۴ | Honey Singh                                                 | یو یو هانی سینگ                 | T-Series                        | از آلبوم Desi Kalakar با حضور سوناکشی سینها |
| "Love Dose"                             | ۲۰۱۴ | Honey Singh                                                 | یو یو هانی سینگ                 | T-Series                        | از آلبوم Desi Kalakar با حضور اورواشی روتلا |
| "Issey Kehte Hain Hip Hop"              | ۲۰۱۴ | Honey Singh, Lil Golu                                       | یو یو هانی سینگ                 | T-Series                        |                                             |
| "Mehrma"                                | ۲۰۱۴ | Sam Sandu, Honey Singh                                      | یو یو هانی سینگ                 | Sony Music India                |                                             |
| "One Bottle Down"                       | ۲۰۱۵ | Honey Singh                                                 | یو یو هانی سینگ                 | T-Series                        |                                             |
| "Dheere Dheere"                         | ۲۰۱۵ | Honey Singh                                                 | یو یو هانی سینگ                 | T-Series                        | با حضور ریتیک روشن و سونام کاپور            |
| "Urvashi"                               | ۲۰۱۸ | Honey Singh                                                 | یو یو هانی سینگ                 | T-Series                        | با حضور شاهد کاپور و کیارا ادوانی           |
| "Makhna"                                | ۲۰۱۸ | Honey Singh, Neha Kakkar, Singhsta, Pinaki, Sean, Allistair | یو یو هانی سینگ                 | T-Series                        |                                             |
| "Gur Nalo Ishq Mitha - The YOYO Remake" | ۲۰۱۹ | Honey Singh, Malkit Singh                                   | یو یو هانی سینگ                 | T-Series                        |                                             |
| "Loca"                                  | ۲۰۲۰ | Honey Singh, Simar Kaur                                     | یو یو هانی سینگ                 | T-Series                        |                                             |
| "Moscow Mashuka"                        | ۲۰۲۰ | Honey Singh, Neha Kakkar, Ekaterina Sizova                  | یو یو هانی سینگ                 | T-Series                        | ویدئو با متن ترانه                          |
| "Billo Tu Agg Ae"                       | ۲۰۲۰ | Singsta, Honey Singh                                        | Singsta                         | T-Series                        |                                             |
| "First Kiss"                            | ۲۰۲۰ | Honey Singh, Ipsitaa Khullar                                | Yo Yo Honey Singh               | T-Series                        |                                             |
| "Jingle Bell"                           | ۲۰۲۰ | Hommie Dilliwala, Honey Singh                               | Yo Yo Honey Singh               | یو یو هانی سینگ                 |                                             |
| "Saiyaan Ji"                            | ۲۰۲۱ | Honey Singh, Neha Kakkar                                    | Yo Yo Honey Singh               | T-Series                        | با حضور نشرت باروچا                         |
| "Kanta Laga"                            | ۲۰۲۱ | Tony Kakkar, Honey Singh, Neha Kakkar                       | Tony Kakkar                     | Desi Music Factory              |                                             |
| "Boom Boom"                             | ۲۰۲۱ | Honey Singh, Hommie Dilliwala                               | Yo Yo Honey Singh               | یو یو هانی سینگ                 |                                             |
| "Gaddi Neevi"                           | ۲۰۲۱ | Singsta, Honey Singh                                        | Singhsta                        | Speed Records                   |                                             |
| "Ka Kha Ga"                             | ۲۰۲۲ | Hommie Dilliwala, Honey Singh                               | Hommie Dilliwala                | یو یو هانی سینگ                 |                                             |
| "Designer"                              | ۲۰۲۲ | Honey Singh, Guru Randhawa                                  | Yo Yo Honey Singh               | T-Series                        |                                             |
| "Casanova"                              | ۲۰۲۲ | Honey Singh, Lil Pump, DJ Shadow Dubai                      | Dj Shadow Dubai                 | Beast Music                     | از سریال 7th Sence                          |
| "Melody Roja"                           | ۲۰۲۲ | Honey Singh                                                 | Bass Yogi                       | Zee Music Company               |                                             |
| "Paris Ka Trip"                         | ۲۰۲۲ | Honey Singh, Milind Gaba                                    | Yo Yo Honey Singh               | T-Series                        | با حضور Tina Thadani و Mariana Loaiza       |
| "Together Forever"                      | ۲۰۲۲ | Honey Singh                                                 | Hommie Dilliwala                | یو یو هانی سینگ                 |                                             |
| "Tension"                               | ۲۰۲۲ | Hommie Dilliwala, Honey Singh                               | Hommie Dilliwala                | یو یو هانی سینگ                 | ویدئو با متن ترانه                          |
| "JAAM (The Casino Song)"                | ۲۰۲۲ | Honey Singh                                                 | Nanku (Udbhav)                  | Nahmoh Studios                  |                                             |
| "Yai Re" (The Remix)                    | ۲۰۲۲ | Honey Singh, Iulia Vantur                                   | Yo Yo Honey Singh               | Tips Official                   |                                             |
| "Gatividhi"                             | ۲۰۲۲ | Honey Singh                                                 | Yo Yo Honey Singh               | Namoh Studios                   | با حضور مونی روی                            |
| "Note Fenko (The Karampura Song)"       | ۲۰۲۳ | Honey Singh                                                 | Hommie Dilliwala                | یو یو هانی سینگ                 |                                             |
| "Pankhudi (The Ride Song)"              | ۲۰۲۳ | Honey Singh                                                 | Sanjoy                          | یو یو هانی سینگ                 | با حضور Riya Kishanchandani                 |
| "Lashkare"                              | ۲۰۲۳ | Honey Singh                                                 | Bass Yogi and Yo Yo Honey Singh | یو یو هانی سینگ                 | با حضور Nicole Faria                        |
| "Kanna Vich Waaliyan"                   | ۲۰۲۳ | Hommie Dilliwala, Honey Singh                               | Hommie Dilliwala                | Namoh Studios                   | با حضور Aparna Nayr و Livia Viktoria        |
| "Sports Gaddiyan"                       | ۲۰۲۳ | Leo Grewal, Honey Singh                                     | Leo Grewal, Young J             | یو یو هانی سینگ                 | ویدئو با متن ترانه                          |
| "Who Knows"                             | ۲۰۲۳ | So Dee, Honey Singh                                         | Mahii Singh                     | یو یو هانی سینگ                 | با حضور Teodora Atanasovski                 |
| "Tell Me Once"                          | ۲۰۲۳ | Alfaaz, Honey Singh                                         | Yo Yo Honey Singh               | یو یو هانی سینگ                 |                                             |
| "Naagan"                                | ۲۰۲۳ | Yo Yo Honey Singh                                           | Bass Yogi                       | Zee Music Company               | از آلبوم Honey 3.0                          |
| "Tujh Pe Pyaar"                         | ۲۰۲۳ | Yo Yo Honey Singh                                           | Bass Yogi                       |                                 | از آلبوم Honey 3.0                          |
| Lets Get It Party                       | ۲۰۲۳ | Yo Yo Honey Singh                                           | Yo Yo Honey Singh               |                                 | از آلبوم Honey 3.0                          |
| Savage                                  | ۲۰۲۳ | Yo Yo Honey Singh                                           | Sanjoy                          |                                 | از آلبوم Honey 3.0                          |
| Soul                                    | ۲۰۲۳ | Yo Yo Honey Singh                                           | Bass Yogi                       |                                 | از آلبوم Honey 3.0                          |
| "Ashk"                                  | ۲۰۲۳ | Tahmina Arsalan, Yo Yo Honey Singh                          | Yo Yo Honey Singh               | یو یو هانی سینگ                 | با حضور Tahmina Arsalan                     |
| "Kuley Kuley"                           | ۲۰۲۳ | Yo Yo Honey Singh, Apache Indian                            | Jaymeet                         | Zee Music Company               | از آلبوم Honey 3.0                          |
| "Kalaastar"                             | ۲۰۲۳ | Yo Yo Honey Singh                                           | Bass Yogi                       | Zee Music Company               | از آلبوم Honey 3.0                          |

### آهنگ‌های بالیوودی
| سال  | فیلم                         | آهنگ                                      | خواننده                                                      | آهنگساز                                   |
| ---- | ---------------------------- | ----------------------------------------- | ------------------------------------------------------------ | ----------------------------------------- |
| ۲۰۱۱ | Desi Boyz                    | "Subhah Hone Na De"                       | Mika Singh, Shefali Alvares, Yo Yo Honey Singh               | Pritam                                    |
| ۲۰۱۲ | Cocktail                     | "Main Sharabi"                            | Yo Yo Honey Singh, Javed Bashir                              | Pritam                                    |
| ۲۰۱۲ | Cocktail                     | "Angrezi Beat"                            | Yo Yo Honey Singh, Gippy Grewal                              | Yo Yo Honey Singh                         |
| ۲۰۱۲ | Son of Sardaar               | "Rani Tu Mein Raja"                       | Mika Singh, Bhavya Pandit, Yo Yo Honey Singh                 | Himesh Reshammiya                         |
| ۲۰۱۲ | Luv Shuv Tey Chicken Khurana | "Kikli Kalerdi"                           | Amit Trivedi, Pinky Maidasani and Yo Yo Honey Singh          | Amit Trivedi                              |
| ۲۰۱۲ | Khiladi 786                  | "Lonely Lonely"                           | Himesh Reshammiya, Yo Yo Honey Singh and Hamsika Iyer        | Himesh Reshammiya                         |
| ۲۰۱۳ | Race 2                       | "Party on My Mind"                        | KK, Shefali Alvares, Yo Yo Honey Singh                       | Pritam                                    |
| ۲۰۱۳ | Mere Dad Ki Maruti           | "Punjabiyan Di Battery"                   | Mika Singh, Yo Yo Honey Singh                                | Sachin Gupta                              |
| ۲۰۱۳ | Bajatey Raho                 | "Kudi Tu Butter"                          | Yo Yo Honey Singh                                            | Yo Yo Honey Singh & Jaidev Kumar          |
| ۲۰۱۳ | Chennai Express              | "Lungi Dance" – The 'Thalaiva(r)' Tribute | Yo Yo Honey Singh                                            | Yo Yo Honey Singh                         |
| ۲۰۱۳ | Boss                         | "Boss"                                    | Yo Yo Honey Singh, Meet Bros Anjjan                          | Meet Bros Anjjan                          |
| ۲۰۱۳ | Boss                         | "Party All Night"                         | Yo Yo Honey Singh                                            | Yo Yo Honey Singh                         |
| ۲۰۱۴ | Yaariyan                     | "ABCD"                                    | Benny Dayal, Shefali Alvares & Yo Yo Honey Singh             | Pritam                                    |
| ۲۰۱۴ | Yaariyan                     | "Sunny Sunny"                             | Neha Kakkar, Yo Yo Honey Singh                               | Yo Yo Honey Singh                         |
| ۲۰۱۴ | Dedh Ishqiya                 | "Horn OK Please"                          | Honey Singh, Sukhwinder Singh                                | Vishal Bhardwaj                           |
| ۲۰۱۴ | Jai Ho                       | "Rang Razia"                              | Mika Singh, Salman Khan, Palak Muchhal, Yo Yo Honey Singh    | Sajid-Wajid                               |
| ۲۰۱۴ | Ragini MMS 2                 | "Chaar Botal Vodka"                       | Yo Yo Honey Singh                                            | Yo Yo Honey Singh                         |
| ۲۰۱۴ | Bhoothnath Returns           | "Party with the Bhoothnath"               | Yo Yo Honey Singh                                            | Yo Yo Honey Singh                         |
| ۲۰۱۴ | Fugly                        | "Ye Fugly Fugly Kya Hai"                  | Yo Yo Honey Singh                                            | Yo Yo Honey Singh                         |
| ۲۰۱۴ | Fugly                        | Banjaare                                  | Yo Yo Honey Singh                                            | Yo Yo Honey Singh                         |
| ۲۰۱۴ | Kick                         | "Yaar Naa Miley"                          | Yo Yo Honey Singh, Jasmine Sandlas                           | Yo Yo Honey Singh                         |
| ۲۰۱۴ | Singham Returns              | "Aata Majhi Satakli"                      | Yo Yo Honey Singh, Mamta Sharma, Nitu Choudhry               | Yo Yo Honey Singh                         |
| ۲۰۱۴ | The Shaukeens                | "Alcoholic"                               | Yo Yo Honey Singh                                            | Yo Yo Honey Singh                         |
| ۲۰۱۴ | The Shaukeens                | "Manali Trance"                           | Neha Kakkar, Yo Yo Honey Singh                               | Yo Yo Honey Singh                         |
| ۲۰۱۵ | Dilliwali Zaalim Girlfriend  | "Birthday Bash"                           | Alfaaz and Yo Yo Honey Singh                                 | Yo Yo Honey Singh                         |
| ۲۰۱۵ | Gabbar is Back               | "Aao Raja"                                | Yo Yo Honey Singh, Neha Kakkar                               | Yo Yo Honey Singh                         |
| ۲۰۱۵ | Bhaag Johnny                 | "Aankhon Aankhon"                         | Yo Yo Honey Singh                                            | Yo Yo Honey Singh                         |
| ۲۰۱۶ | Ki & Ka                      | "High Heels" (Remake)                     | Jaz Dhami, Yo Yo Honey Singh, Aditi Singh Sharma             | Meet Bros, Yo Yo Honey Singh              |
| ۲۰۱۸ | Sonu Ke Titu Ki Sweety       | "Dil Chori"                               | Honey Singh, Simar Kaur, Singhsta                            | Yo Yo Honey Singh                         |
| ۲۰۱۸ | Sonu Ke Titu Ki Sweety       | "Chhote Chhote Peg"                       | Yo Yo Honey Singh, Neha Kakkar, Navraj Hans                  | Yo Yo Honey Singh                         |
| ۲۰۱۸ | Mitron                       | "This Party Is Over Now"                  | Yo Yo Honey Singh                                            | Yo Yo Honey Singh                         |
| ۲۰۱۸ | Loveyatri                    | "Rang Taari"                              | Dev Negi, Yo Yo Honey Singh                                  | Tanishk Bagchi                            |
| ۲۰۱۸ | Baazaar                      | "Billionaire"                             | Yo Yo Honey Singh, Simar Kaur, Singhsta                      | Yo Yo Honey Singh                         |
| ۲۰۱۹ | Jabariya Jodi                | "Khadke Glassy"                           | Yo Yo Honey Singh, Ashok Masti, Jyotica Tangri               | Tanishk Bagchi, Ashok Masti, Ramji Gulati |
| ۲۰۱۹ | Jabariya Jodi                | Glassy 2.0                                | Yo Yo Honey Singh, Ashok Masti, Jyotica Tangri               | Tanishk Bagchi, Ashok Masti, Ramji Gulati |
| ۲۰۱۹ | Jhootha Kahin Ka             | "Funk Love"                               | Yo Yo Honey Singh                                            | Yo Yo Honey Singh                         |
| ۲۰۱۹ | Marjaavaan                   | "Peeyu Datke"                             | Yo Yo Honey Singh, Shurti Pathak                             | Yo Yo Honey Singh                         |
| ۲۰۱۹ | Pagalpanti                   | "Thumka"                                  | Yo Yo Honey Singh                                            | Yo Yo Honey Singh                         |
| ۲۰۲۰ | Chhalaang                    | "Care Ni Karda"                           | Yo Yo Honey Singh, Sweetaj Brar                              | Yo Yo Honey Singh                         |
| ۲۰۲۱ | Mumbai Saga                  | "Shor Machega"                            | Yo Yo Honey Singh featuring Hommie Dilliwala                 | Yo Yo Honey Singh                         |
| ۲۰۲۲ | Bhool Bhulaiyaa 2            | "De Taali"                                | Yo Yo Honey Singh, Armaan Malik, Shashwat Singh              | Pritam                                    |
| ۲۰۲۳ | Selfiee                      | "Kudi Chamkeeli"                          | Yo Yo Honey Singh                                            | Yo Yo Honey Singh                         |
| ۲۰۲۳ | Kisi Ka Bhai Kisi Ki Jaan    | "Let's Dance Chotu Motu"                  | Yo Yo Honey Singh, Devi Sri Prasad, Salman Khan, Neha Bhasin | Devi Sri Prasad                           |
| ۲۰۲۳ | Yaariyan 2                   | "Blue Hai Paani Paani"                    | Arijit Singh, Neha Kakkar                                    | Yo Yo Honey Singh, Khaalif                |
| ۲۰۲۳ | Yaariyan 2                   | "Sunny Sunny 2.0"                         | Yo Yo Honey Singh, Neha Kakkar                               | Yo Yo Honey Singh, Khaalif                |
| ۲۰۲۳ | Yaariyan 2                   | "Kho Sa Gaya Hoon"                        | Manan Bhardwaj, Yo Yo Honey Singh, Neha Kakkar               | Manan Bhardwaj, Yo Yo Honey Singh         |

## جوایز
- 2010 PTC پنجابی بهترین کارگردان موسیقی ۲۰۱۰ برای آهنگ "Desi Daroo"[۲۹]
- 2011 PTC پنجابی بهترین کارگردان موسیقی ۲۰۱۱ برای آلبوم The Folkstar[۳۰][۳۱]
- 2012 PTC پنجابی بهترین کارگردان موسیقی ۲۰۱۲ برای آلبوم IV) International Villager)[۳۲]
- 2012 BritAsia TV Music Awards – بهترین نمایش بین‌المللی[۳۳]
- 2012 UK Asian Music Awards بهترین آلبوم بین‌المللی ۲۰۱۲ برای آلبوم IV (International Villager)[۳۴]
- جایزه فیلم پنجابی PTC 2012 – بهترین کارگردان موسیقی ۲۰۱۲ برای میرزا – داستان ناگفته[۳۵]
- جایزه فیلم پنجابی PTC 2012 – بهترین اولین بازیگری (مرد) برای میرزا – داستان ناگفته[۳۵]
- جوایز MTV VMAI 2013 - بهترین هنرمند مستقل (مرد) ۲۰۱۳ برای آهنگ "Brown Rang"[۳۶]
- جوایز MTV EMA 2013 – بهترین نمایش هند ۲۰۱۳ برای "Bring me Back"[۳۷]
- جوایز BIG Star Entertainment 2013 - سینگ یکی از برندگان سرگرم‌کننده‌ترین خواننده (مرد) بود و "Lungi Dance" به عنوان سرگرم‌کننده‌ترین آهنگ نامزد شد.[۳۸]
- 2014<a href="https://en.wikipedia.org/wiki/Zee_Cine_Awards" rel="mw:ExtLink" title="Zee Cine Awards" class="cx-link" data-linkid="962">Zee Cine Awards</a> برای نماد بین‌المللی مرد[۳۹]
- Stardust Awards 2014 – بهترین کارگردان موسیقی برای Yaariyan
- ۲۰۱۶ هندوستان تایمز شیک‌ترین جوایز هند – شیک‌ترین خواننده
- ۲۰۱۸ جوایز موسیقی میرچی – آلبوم منتخب شنونده سال برای سونو، تیتو، سویتی و آهنگ منتخب شنونده سال برای "Dil Chori"
- 2019 IIFA Awards برای بهترین کارگردان موسیقی برای بهترین اجرا توسط یک کارگردان موسیقی برای سونو، تیتو، سویتی

## جنجال‌ها
پس از پرونده تجاوز گروهی دهلی در سال ۲۰۱۲، اشعار برخی از آهنگ‌های او که خشونت علیه زنان و تجاوز جنسی را به‌طور مثبت به تصویر می‌کشید، باعث جنجال شد. گزارش پلیس تحت عنوان اولین گزارش اطلاعاتی (FIR) علیه سینگ به دلیل اشعار توهین آمیز او، تنظیم شد و گروهی از فعالان اجتماعی طی یک دادخواست آنلاین خواستار لغو اجرای سال نو او در هتلی در گورگان شدند. پس از کمپین، کنسرت سال نوی سینگ توسط هتل لغو شد. سینگ این اتهامات و نوشتن اشعار توهین آمیز را رد می‌کند.
آهنگ "Party All Night" در فیلم رئیس با بازی آکشی کومار در مرکز جنجال قرار گرفت. تهیه‌کنندگان فیلم باید دادخواستی را به دادگاه عالی دهلی ارائه می‌کردند با این ادعا که کلمه‌ای مبتذل را در آهنگ سینگ «بی صدا» کرده‌اند؛ زیرا دادگاه دادخواستی دریافت کرده بود که توسط وکیل سانجی بهاتناگار ارائه شده بود. در این دادخواست به‌منظور توقف در اکران فیلم، مطرح شده بود که بدون تأیید هیئت سانسور، نمی‌توان آهنگ را با چنین واژه‌ای مبتذل منتشر کرد. این وکیل طی این دادخواست، خواستار توقف انتشار فیلم تا حذف کلمه یا آهنگ از فیلم بود.
در سال ۲۰۱۴، سینگ و رپر همکارش Raftaar بر سر اینکه آیا Raftaar باید اعتباری برای شعر آهنگ "Yeh Fugly Fugly Kya Hai" دریافت کند، اختلاف داشتند.
در سال ۲۰۱۵، یکی از دانشجویان کالج سنت استفان برای یک رپ که آهنگ‌های مشکل‌ساز سینگ را از منظر فمینیستی تقلید می‌کرد، در فضای مجازی وایرال شد.